# Peliala tenebrosa
Peliala tenebrosa är en fjärilsart som beskrevs av Walker 1865. Peliala tenebrosa ingår i släktet Peliala och familjen nattflyn. Inga underarter finns listade i Catalogue of Life.